# OJ da Juiceman

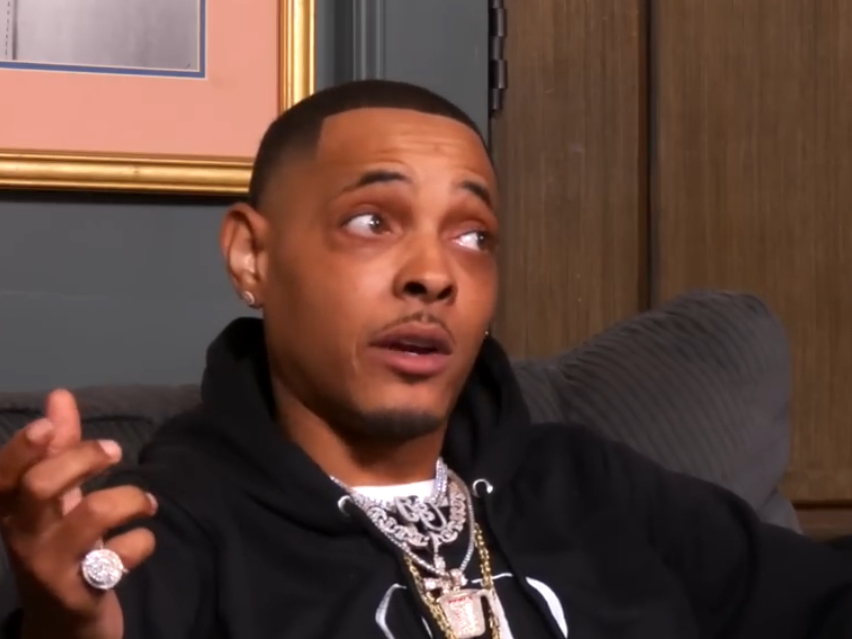
OJ da Juiceman, 2022

Otis Williams Jr. (* 26. November 1981), besser bekannt unter seinem Künstlernamen OJ da Juiceman, ist ein amerikanischer Rapper und Gründer des Vanity Labels „32 Entertainment“.

## Biografie
Williams wuchs bei seiner alleinerziehenden Mutter in Ost-Atlanta auf. Er bekam seinen ersten Job bei Orange Julius im Jahr 1997, dort entdeckte er sein Talent fürs Reimen und überlegte sich, eine Karriere als Rapper zu starten. Williams dachte über viele Namen nach, darunter „Orange Julius Juice Man“ oder „Juice Man“, entschied sich dann aber für „OJ da Juiceman“. In den späten 1990er Jahren traf er den Rapper Gucci Mane, mit dem er später zusammenarbeitete.
Nach der Veröffentlichung von mehr als einem Dutzend Mixtapes mit DJs wie DJ Drama gründete OJ da Juiceman sein Vanity Label „32 Entertainment“ und unterschrieb 2009 einen Künstlervertrag bei Asylum Records. Das Album The Otha Side of the Trap enthält sowohl neue Titel, als auch Tracks von zuvor veröffentlichten Mixtapes, zum Beispiel die Singles I Gettin’ Money und Make the Trap Say Aye, ein Feature mit Gucci Mane.
OJ da Juiceman war auch auf der Jadakiss-Single Who’s Real und auf R. Kellys Supaman High zu hören. Sein zweites Studioalbum erschien 2004 und trägt den Titel The Otis Williams Jr. Story.

## Diskografie

### Studioalben
| Jahr | Titel                     | Höchstplatzierung, Gesamtwochen, AuszeichnungChartplatzierungen (Jahr, Titel, Platzierungen, Wochen, Auszeichnungen, Anmerkungen) | Höchstplatzierung, Gesamtwochen, AuszeichnungChartplatzierungen (Jahr, Titel, Platzierungen, Wochen, Auszeichnungen, Anmerkungen) | Anmerkungen                           |
| Jahr | Titel                     | US | R&B | Anmerkungen                           |
| ---- | ------------------------- | --- | --- | ------------------------------------- |
| 2009 | The Otha Side of the Trap | — | R&B32 (39 Wo.)R&B | Erstveröffentlichung: 13. Januar 2009 |

Weitere Studioalben
- 2014: The Otis Williams Jr. Story

### Mixtapes (Auswahl)
- 2008: Culinary Art School
- 2008: The Come Up, Pt. 2
- 2009: Pt. 50
- 2009: Money Hustle Music
- 2009: Ryan to Gonzalez (Kompilation)
- 2009: 6 Ringz
- 2009: Where’s OJ
- 2010: The Realest Nigga I Know
- 2010: Boulder Crest Day
- 2011: R&B Juice
- 2013: The Return of da Juiceman
- 2015: Bouldercrest El Chapo
- 2016: Math Class

### Singles
| Jahr | Titel Album                      | Höchstplatzierung, Gesamtwochen, AuszeichnungChartplatzierungen (Jahr, Titel, Album, Platzierungen, Wochen, Auszeichnungen, Anmerkungen) | Höchstplatzierung, Gesamtwochen, AuszeichnungChartplatzierungen (Jahr, Titel, Album, Platzierungen, Wochen, Auszeichnungen, Anmerkungen) | Anmerkungen                                                                  |
| Jahr | Titel Album                      | US | R&B | Anmerkungen                                                                  |
| ---- | -------------------------------- | --- | --- | ---------------------------------------------------------------------------- |
| 2008 | Make the Trap Say Aay –          | — | R&B73 (6 Wo.)R&B | Erstveröffentlichung: Dezember 2008 feat. Gucci Mane                         |
| 2009 | Who’s Real –                     | — | R&B39 (20 Wo.)R&B | Erstveröffentlichung: Mai 2009 Jadakiss feat. Swizz Beatz und OJ da Juiceman |
| 2009 | Supaman High Untitled            | — | R&B46 (19 Wo.)R&B | Erstveröffentlichung: Mai 2009 R. Kelly feat. OJ da Juiceman                 |
| 2009 | Wasted The State Vs Radric Davis | US36 Platin · (18 Wo.)US | R&B3 (39 Wo.)R&B | Erstveröffentlichung: Juni 2009 Gucci Mane feat. Plies or OJ da Juiceman     |

Weitere Singles
- 2008: I’m Gettin’ Money
- 2010: Stupid (Playaz Circle feat. OJ da Juiceman)
- 2010: H. A. T. E. U (Remix) (Mariah Carey feat. OJ da Juiceman und Big Boi)
- 2010: Ridiculous (DJ Drama feat. Gucci Mane, Yo Gotti, Lonnie Mac und OJ da Juiceman)
- 2014: Move Something (feat. Gucci Mane und Bankroll Fresh)

### Videoalben
- 2009: OJ da Juiceman: Got Juice